# Go-Jo
Go-Jo, pseudonimo di Marty Jo Zambotto (Manjimup, 25 novembre 1995), è un cantautore e musicista australiano con cittadinanza francese.
Ha rappresentato l'Australia all'Eurovision Song Contest 2025 con il brano Milkshake Man.

## Biografia
Zambotto è nato a Manjimup, la città più remota dell'Australia Occidentale, da padre francese di origine italiana e madre australiana. Ha ricevuto la sua prima chitarra all'età di 13 anni dalla madre, una frontwoman di un gruppo rock locale, e a 19 anni ha iniziato a scrivere e comporre le sue prime canzoni.
Durante la sua adolescenza ha giocato a football australiano a livello agonistico e si è trasferito a Perth dove ha gareggiato a livello semi-professionale per gli East Perth Royals nella West Australian Football League (WAFL).  Mentre era a Perth, Zambotto ha continuato a scrivere e produrre canzoni per altri artisti. Ha poi deciso di abbandonare la sua carriera sportiva, trasferendosi successivamente a Sydney per proseguire la sua carriera musicale. L'idea per il suo nome d'arte è nata quando sua madre era solita guardare Zambotto a bordo pista durante le gare di corsa e urlava "Go Jo", in riferimento al suo secondo nome.
Noto per le sue composizioni originali e per le cover eseguite con la sua chitarra, una sua cover di Iris dei Goo Goo Dolls ha ricevuto oltre 3 milioni di ascolti su Spotify, mentre un video in cui esegue il singolo Mrs. Hollywood all'interno di un centro commerciale, è andato virale sulla piattaforma TikTok. Tale singolo ha inoltre segnato il primo ingresso dell'artista nella classifica AIR Indie, raggiungendo la 18ª posizione. Si è inoltre esibito come artista d’apertura per i Jonas Brothers, Milky Chance e Tash Sultana.
Il 25 febbraio 2025 è stato confermato che l'emittente radiotelevisiva australiana SBS l'ha selezionato internamente come rappresentante nazionale per l'Eurovision Song Contest 2025 a Basilea, in Svizzera. Il suo brano eurovisivo, Milkshake Man, co-composto insieme ai Sheppard, è stato presentato nel medesimo giorno. Nel maggio successivo, si è esibito durante la seconda semifinale della manifestazione europea, non riuscendo a qualificarsi per la finale.

## Discografia

### Singoli
- 2016 – Nobody Like You (con Emma Carn)
- 2018 – Incredible (con Drugz300)
- 2018 – With You
- 2019 – Ship in a Bottle
- 2019 – Phases (con Trøves)
- 2020 – No One Else
- 2020 – Say Something
- 2020 – Iris
- 2021 – Thank You Mum
- 2021 – White Lies
- 2021 – You Don't Love Me
- 2021 – Backseat
- 2021 – Better Off
- 2021 – Fuck Being Sad
- 2022 – Georgia
- 2022 – Missing You
- 2022 – See You in LA
- 2022 – Double Down
- 2023 – Mrs. Hollywood
- 2023 – Loverman
- 2023 – Teenage Dream (Triple J Like A Version)
- 2024 – Cry About
- 2025 – Milkshake Man